# Nicholas Gooch
Nicholas John Gooch, detto Nicky (Londra, 30 gennaio 1973), è un ex pattinatore di short track britannico.

## Palmarès

### Olimpiadi
- Bronzo a Lillehammer 1994 nei 500 metri.